# Борис Стрезов
Борис Наумов Стрезов е български общественик, военен, полковник от генералщабното ведомство и революционер, деец на Върховния македоно-одрински комитет, командир на рота в 10-и пехотен родопски полк през Балканската (1912 – 1913) и Междусъюзническата война (1913), началник-щаб Беломорската отбрана и началник-щаб на 3-та пехотна балканска дивизия през Първата световна война (1915 – 1918).

## Биография
Борис Стрезов е роден на 17 септември 1879 година в Ресен, тогава в Османската империя. Негови братя са революционерът Петър Стрезов и военният деец Славейко Стрезов. Произхождат от видната фамилия Стрезови, за която Атанас Шопов пише:
| „ | Преди години, в самото начало на българското възраждане, в Ресен са се намерили родолюбиви и влиятелни хора като Татарчеви и Стрезови, които са повели тамошните българи, градски и селски, към събуждание и развивание, към отказвание от чуждото духовно ведомство. | “ |

Учи в Ресен, а след това в Солунската българска мъжка гимназия. На 12 август 1896 постъпва на военна служба. Завършва Военното на Негово Княжеско Височество училище в София през 1900 година, произведен е в чин подпоручик и зачислен в 13-и пехотен рилски полк. Присъединява към ВМОК. Участва като войвода на чета в Горноджумайското въстание през 1902 година и в Илинденско-Преображенското въстание от 1903 година.
На 2 август 1903 е произведен в чин поручик. След потушаването на въстанието в 1910 година завършва генерал-щабна академия в Сен Сир, Франция, и след това специализира военни науки в Санкт Петербург, Русия. През 1908 г. е произведен в чин капитан.
През 1909 г. е назначен на служба в 5-и пехотен дунавски полк.
През Балканската война (1912 – 1913) капитан Борис Стрезов е командир на рота в 10-и пехотен родопски полк, като на 18 май 1913 г. е произведен в чин майор.
През 1915 г. е назначен за поръчки в щаба на 7-а пехотна рилска дивизия.
В Първата световна война (1915 – 1918) майор Борис Стрезов служи първоначално като началник-щаб на 1-ва бригада от 11-а пехотна македонска дивизия, след което от 1916 г. е началник-щаб Беломорската отбрана, на 10 октомври 1916 г. е произведен в чин подполковник, а през 1918 г. е назначен за началник-щаб на 3-та пехотна балканска дивизия, с която воюва в района на Охридското езеро до Мала Рупа. Уволнен е от служба на 5 юли 1919 година.
Стрезов е сред основателите на Илинденската организация през 1923 година.
Умира на 7 юли 1947 година в София. Погребан е в Централните софийски гробища.

## Семейство
През 1914 г. майор Борис Стрезов се сгодява за дъщерята на председателя на камарата д-р Вачев – Петкана Вачева.

## Военни звания
- Подпоручик (1900)
- Поручик (2 август 1903)
- Капитан (1908)
- Майор (18 май 1913)
- Подполковник (10 октомври 1916)
- Полковник (30 януари 1920)

## Награди
- Военен орден „За храброст“ IV степен, 2 клас
- Орден „Св. Александър“ IV степен с мечове по средата (1917)
- Народен орден „За военна заслуга“ V степен на военна лента